# Округ Воштено (Мичиген)
Воштено (енгл. Washtenaw County) је округ у америчкој савезној држави Мичиген.

## Демографија
По попису из 2010. године број становника је 344.791, што је 21.896 (6,8%) становника више него 2000. године.
| Група             | 2000.           | 2010.           |
| Белци             | 245.033 (75,9%) | 248.675 (72,1%) |
| Афроамериканци    | 39.697 (12,3%)  | 43.767 (12,7%)  |
| Азијати           | 20.338 (6,3%)   | 27.109 (7,9%)   |
| Хиспаноамериканци | 8.839 (2,7%)    | 13.860 (4,0%)   |
| Укупно            | 322.895         | 344.791         |